# Hachtanak
Hachtanak – wieś w Armenii, w prowincji Tawusz. W 2011 roku liczyła 1161 mieszkańców.